# Barone le Despencer
Barone le Despencer è un titolo baronale nella Paria d'Inghilterra.

## Creazione
La prima creazione avvenne nel 1295, quando Hugh Despenser il vecchio venne convocato al Model Parliament. Egli era il figlio primogenito del giudice Hugh le Despenser (m. 1265), che già nel 1264 era divenuto membro del De Montfort's Parliament e che è considerato da alcuni il primo detentore effettivo del titolo. Hugh Despenser il giovane, figlio di Hugh il vecchio, venne anch'egli incluso nel parlamento nel 1314, quando suo padre era ancora in vita, creando una seconda creazione del titolo. Entrambi i rami dei le Despencer vennero disonorati nel 1326, estinguendo le due creazioni.
Nel 1338, Hugh le Despencer, figlio di Hugh il giovane, venne chiamato al parlamento ed ottenne la terza creazione del titolo. Morì senza eredi nel 1349 e pertanto con lui si estinse il titolo per la terza volta.
Nel 1357, il nipote di questo Hugh, Edward le Despencer, I barone le Despencer venne elevato al parlamento e questo portò alla quarta creazione del titolo. Suo figlio Thomas ereditò il titolo nel 1375. Thomas venne creato Conte di Gloucester nel 1397, e nel 1398, le leggi lo resero erede sia della prima che della seconda creazione del titolo. Nel 1400 Thomas prese parte personalmente nella Sollevazione dell'Epifania e per questo vennero annullate tutte le creazioni dei titoli successivi alla prima ed alla seconda. Si ritrovò così erede del titolo Mary Fane, il cui erede fu poi il primo Conte di Westmorland, così come i suoi sei successori. Alla morte del settimo conte, la baronìa venne abbandonata nuovamente. Il titolo venne ripreso per sir Francis Dashwood, ma con la sua morte il titolo nuovamente decadde. Nuovamente il sovrano consegnò il titolo a sir Thomas Stepleton, baronetto. Il diciottesimo barone succedette al titolo di Visconte Falmouth, ed ai due titoli che vennero uniti.
La quinta creazione del titolo venne fatta nel 1387 per Philip le Despencer, pronipote di Hugh Despencer il vecchio. Il titolo rimase inutilizzato dalla morte di suo figlio Philip, il secondo barone, nel 1424. Uno dei suoi eredi venne creato Barone Wentworth, ed il titolo venne abbandonato nel 1815 per poi venir terminato definitivamente nel 1856.

## Baroni le Despencer, 1^ creazione (1264/1295)
- Hugh le Despencer, I barone le Despencer (1223–1265) (considerato da alcuni il primo barone ereditario del titolo)
- Hugh le Despencer, I/II barone le Despencer (1262–1326) (disonorato nel 1326)
- Disonore rivisitato nel 1398; vedi creazione del 1357

## Baroni le Despencer, 2^ creazione (1314)
- Hugh Despenser il giovane (1286–1326) (disonorato nel 1326)
- Disonore rivisitato nel 1398; vedi creazione del 1357

## Baroni le Despencer, 3^ creazione (1338)
- Hugh le Despencer, II barone le Despencer 1308–1349

## Baroni le Despencer, 4^ creazione (1357)
- Edward le Despencer, I barone le Despencer (1336–1375)
- Thomas le Despencer, II barone le Despencer (1373–1400) (erede della prima e della seconda creazione unificate dal 1398; disonorato nel 1400)

La prima, la seconda e la quarta creazione vennero disonorate nel 1400, e vennero abbandonate nel 1449. Nel 1461 il titolo venne riportato alla prima creazione che nel 1604 ebbe per erede Mary Fane. 

## Baroni le Despencer, 1^ creazione (1264, continuata)
- Mary Fane, VII baronessa le Despencer (1554–1626) (dal 1604)
- Francis Fane, I conte di Westmorland, VIII barone le Despencer (1580–1629)
- Mildmay Fane, II conte di Westmorland, IX barone le Despencer (1602–1666)
- Charles Fane, III conte di Westmorland, X barone le Despencer (1635–1691)
- Vere Fane, IV conte di Westmorland, XI barone le Despencer (1645–1693)
- Vere Fane, V conte di Westmorland, XII barone le Despencer (1678–1699)
- Thomas Fane, VI conte di Westmorland, XIII barone le Despencer (1683–1736)
- John Fane, VII conte di Westmorland, XIV barone le Despencer (1685–1762) (abbandonato nel 1762)
- Francis Dashwood, XV barone le Despencer (1708–1781) (dal 1763; abbandonato nel 1781)
- Thomas Stapleton, XVI barone le Despencer (1766–1831) (dal 1788)
- Mary Frances Elizabeth Boscawen, XVII baronessa le Despencer (nata Stapleton) (1822–1891)
- Evelyn Edward Thomas Boscawen, VII visconte Falmouth, XVIII barone le Despencer (1847–1918)

Vedi Visconte Falmouth per gli altri baroni le Despencer.

## Barons le Despencer, 5^ creazione (1387)
- Philip le Despencer, I barone le Despencer (1342–1401)
- Philip le Despencer, II barone le Despencer (1365–1424)
- la baronìa divenne dormiente alla sua morte
- Margery le Despencer (m. 1478)
- Sir Henry Wentworth (c. 1447–1499/1500)
- Sir Richard Wentworth (c. 1458–1528)
- Thomas Wentworth, I barone Wentworth (1501–1551) (creato Barone Wentworth nel 1529)
- Per gli altri eredi, vedi Barone Wentworth; abbandonato nel 1815.